# Turre
Turre est une commune de la province d'Almería, Andalousie, dans le sud-est de l'Espagne.

## Géographie

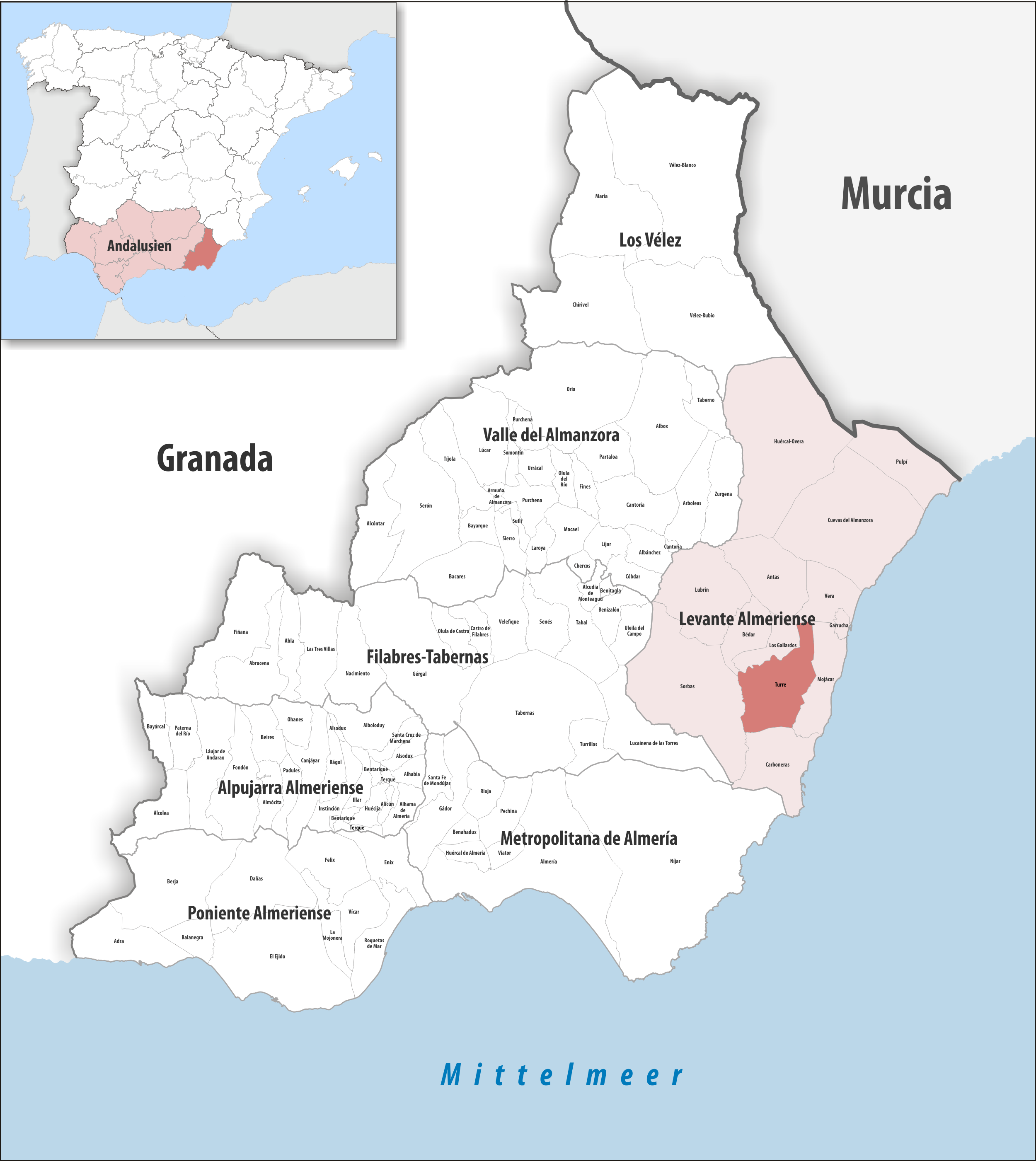
Turre dans la comarque Levante almeriense, province d'Almería / en Andalousie

### Localisation
La commune de Turre se trouve dans l'est de la province d'Almería et vers le sud de la comarque Levante almeriense.
Almería est à 81 km sud-ouest ;
Madrid à 544 km nord-nord-ouest ;
Gibraltar à 420 km ouest-sud-ouest (distances par route).

## Administration
| Période                                  | Période | Identité | Étiquette | Qualité |
| ---------------------------------------- | ------- | -------- | --------- | ------- |
| N/A                                      | N/A     | N/A      | N/A       | Maire   |
| Les données manquantes sont à compléter. |         |          |           |         |